# Piotr Brodowski
Piotr Brodowski (ur. 18 lutego 1989 w Głogowie) – polski szachista, mistrz międzynarodowy od 2016.

## Kariera szachowa
Wielokrotnie startował w finałach mistrzostw Polski juniorów w różnych kategoriach wiekowych, zdobywając 5 medali: złoty (Wisła 1999 – do 10 lat), srebrny (Żagań 2002 – do 14 lat) oraz trzy brązowe (Krynica Morska 1999 – do 10 lat; Kołobrzeg 2000 – do 12 lat; Środa Wielkopolska 2008 – do 20 lat). W 2009 r. zdobył w Bydgoszczy tytuł drużynowego wicemistrza Polski w szachach błyskawicznych (w barwach klubu "Odrodzenie" Kożuchów).
Do jego sukcesów w turniejach międzynarodowych należą:
- dz. III m. we Wrocławiu (2007, za Wadimem Szyszkinem i Mirosławem Grabarczykiem, wspólnie z m.in. Tomaszem Warakomskim, Maciejem Rutkowskim i Jakubem Żeberskim),
- dz. I m. w Gdańsku (2007, wspólnie z Michaiłem Kozakowem i Witalijem Koziakiem(inne języki)),
- dz. I m. we Frydku-Mistku (2008, wspólnie z Jozefem Michenką(inne języki)),
- dz. II m. w Lubawce (2008, za Pawłem Jaraczem, wspólnie z Łukaszem Cyborowskim),
- dz. I m. w Szklarskiej Porębie (2009, wspólnie z Maciejem Rutkowskim),
- I m. w Kowalewie Pomorskim (2009).

Najwyższy ranking w dotychczasowej karierze – 2474 punktów – osiągnął 1 października 2024 r..